# Academia para el Derecho Alemán

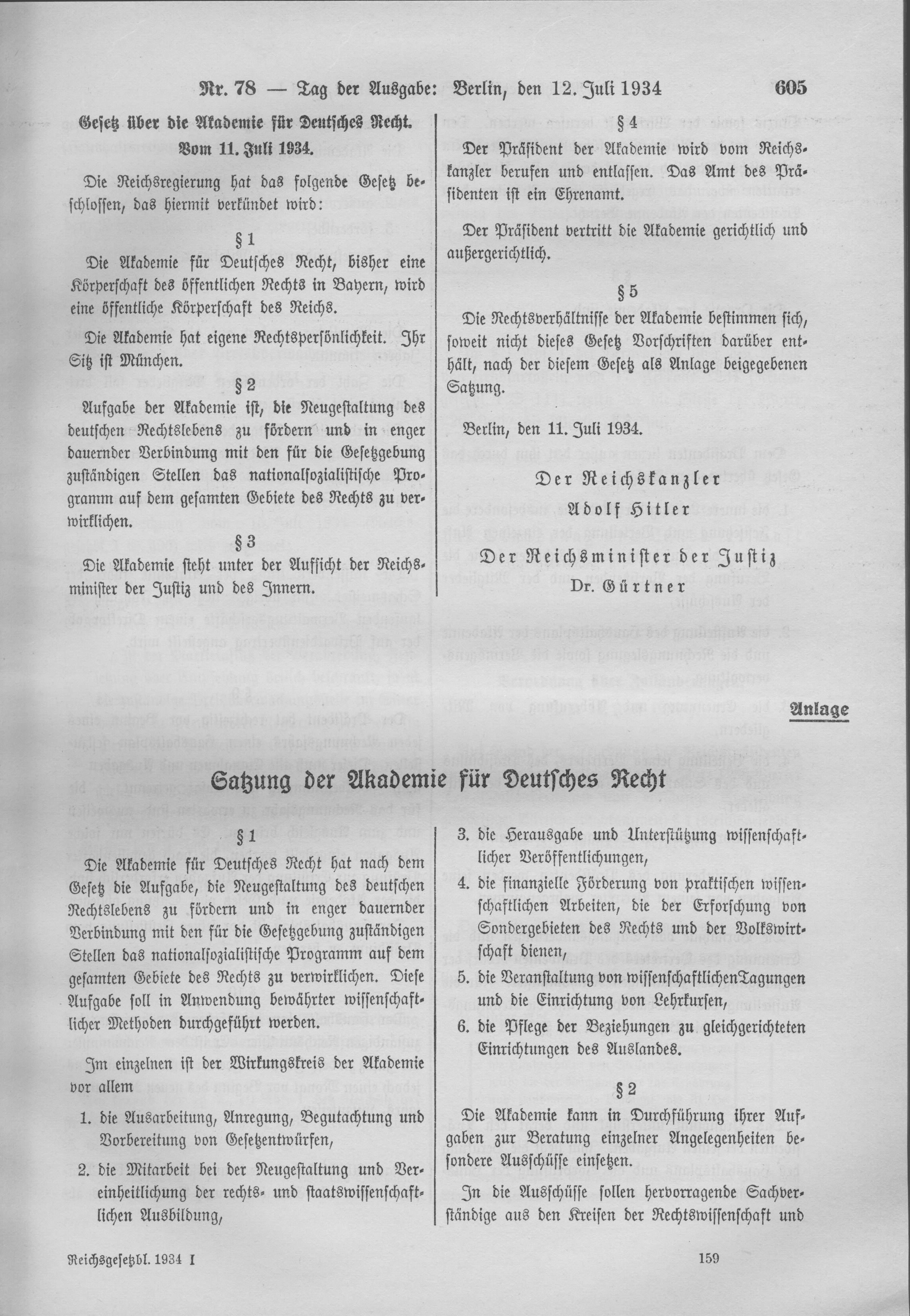
Escaneo de la Gaceta de Leyes Imperiales de Alemania, 1934, parte 1

La Academia para el Derecho Alemán (en alemán: Akademie für deutsches Recht) fue un instituto fundado en 1933 en la Alemania nazi por iniciativa de Hans Frank. Después del 11 de julio de 1934, pasó a ser una corporación pública del Reich. Fue financiada en gran parte por donaciones comerciales. Los miembros de la academia eran destacados representantes de la política, los negocios y el mundo académico, incluidos Hermann Göring, Joseph Goebbels, Carl Bosch, Friedrich Flick, Carl Schmitt y Hans Carl Nipperdey; sus presidentes fueron Hans Frank (1933-1943) y Otto Georg Thierack (1942-1945).
El objetivo original de Frank para la academia (influenciar en la legislación nacionalsocialista) no prevaleció porque las burocracias ministeriales defendieron con éxito sus prerrogativas. La academia desarrolló una amplia actividad representativa y editorial. Al celebrar atractivos congresos internacionales, contribuyó a la reputación del Tercer Reich. Sus comités intentaron desarrollar las bases para una nueva ley NS (Código de Ley Volk).

## Publicaciones
- Jahrbuch der Akademie für deutsches Recht (Anuario de la Academia del Derecho Alemán)
- Zeitschrift der Akademie für deutsches Recht (Revista de la Academia del Derecho Alemán) - mensual
- Schriftenreihe der Akademie für deutsches Recht (Publicaciones de la Academia del Derecho Alemán)